# Pèlags de Vilobí del Penedès
Els Pèlags de Vilobí del Penedès, o Parc dels Talls, són un petit paratge natural a Vilobí del Penedès, a la comarca de l'Alt Penedès. Aquest espai està format per les pedreres antigues de guix del turó de Vilobí. És d'una gran bellesa paisatgística i d'un gran valor ecològic i geològic.

## Descripció
Es tracta d'una zona molt peculiar, una zona humida amb presència de moltes espècies d'ocells entre elles diverses de protegides. Els Pèlags de Vilobí tenen la interessant característica que en una mateixa zona s'apleguen quatre espais ambientals diferents: el rocam, el forestal, l'agrícola i l'aigua.

## Història
Els pèlags –anomenats també els talls– aparegueren a conseqüència de l'activitat extractiva de guix que es remunta a l'època romana i que ha estat pròpia de Vilobí fins a l'any 1993. Des que es va deixar d'extreure pedra, s'ha format un espai natural constituït per quatre pèlags. La concentració d'aigües d'escolament ha originat la seva forma característica de mitja lluna i el particular ecosistema que s'ha desenvolupat a l'entorn. Té diferents paisatges força interessants i molt peculiars com són les pedreres en si, i una fauna i una flora força peculiars. Aquest microecosistema format pels pèlags de Vilobí contrasta fortament amb el paisatge vitivinícola de la comarca de l'Alt Penedès.